# Christoph Brand

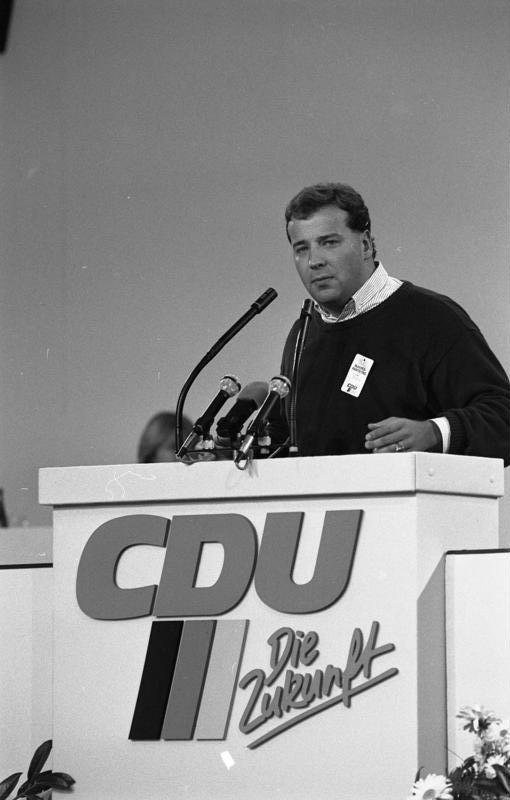
Christoph Brand als Vorsitzender des RCDS (1986)

Christoph-Matthias Brand (* 22. April 1961) ist ein deutscher Jurist, Berater und Banker.

## Leben und Wirken
Brand studierte nach dem Abitur am Kaiser-Wilhelm Gymnasium Hannover Rechtswissenschaften in München und Göttingen, legte das erste juristische Staatsexamen ab und wurde 1992 mit der Dissertation „Souveränität für Deutschland: Grundlagen, Entstehungsgeschichte und Bedeutung des Zwei-plus-Vier-Vertrages vom 12. September 1990“ zum Dr. jur. promoviert. Er war während seiner Studienzeit Bundesvorsitzender (1985–1987) des Rings Christlich-Demokratischer Studenten (RCDS), der Studentenorganisation der CDU. Außerdem wurde er Mitglied der Turnerschaft Gottingo-Normannia Göttingen. Von 1992 bis 1994 absolvierte er einen MBA an der Harvard Business School.
Brand arbeitet seit 1993 bei der Investmentbank Goldman Sachs. Er ist seit 2010 einer von sechs Partnern in der deutschen Niederlassung in Frankfurt am Main. Bereits seit 1994 ist er für den Bereich öffentlicher Sektor zuständig, überdies betreut er Industriekunden und Familienunternehmen. Die Liste der Transaktionen, an denen er beteiligt war, reicht u. a. von der Börseneinführung der Deutschen Telekom über die Privatisierungsprogramme des Bundes für die Deutsche Telekom und die Deutsche Post bis hin zum Verkauf von Pariser-Club-Forderungen Deutschlands gegenüber Russland (2004). Auch die Übernahme des Anteils von 7,5 % an EADS von DaimlerChrysler durch private und öffentlich-rechtliche Investoren im Jahr 2007 und deren Ablösung im Jahr 2012 wurde von Brand betreut. Für die Bundesanstalt für Finanzmarktstabilisierung (FMSA/SoFFin) flankierte Brand die Errichtung der Ersten Abwicklungsanstalt (EAA) und der Rekapitalisierung der WestLB (2009–2010).
Brand ist mit 48 Gesprächen zwischen Oktober 2009 und Januar 2013 derjenige Banker, der die häufigsten persönlichen Kontakte zur Bundesregierung hatte. Dies wurde bekannt, als Anfang 2013 zahlreiche Medien über die engen Kontakte zwischen Finanzwelt und der Bundesregierung berichteten.  So traf er in dieser Zeit im Kanzleramt auch regelmäßig auf seinen „Bundesbruder“ Eckart von Klaeden.
Brand ist als Gesellschafter stellvertretender Vorsitzender des Familienrates der Miele & Cie KG. sowie Co-Vorsitzender des Zukunftsforums Finanzplatz Frankfurt. Er ist Mitglied des Kuratoriums des forum thomanum Leipzig e. V., Vorsitzender des Kuratoriums der Frankfurter Domsingschule sowie Mitglied des Präsidiums der Frankfurter Gesellschaft. Seit Juni 2019 ist er als Schatzmeister Mitglied des Vorstands der Konrad-Adenauer-Stiftung.
Brand ist verheiratet und Vater von zwei Kindern.